# Nahorynie
Nahorynie – dawna wieś, obecnie w granicach wsi Oryszkowce na Ukrainie, na terenie obwodu lwowskiego, w rejonie żydaczowskim.

## Historia
Początkowo Piotrowa Skała, następnie (1457) Mohyłyszcze, to wieś, stanowiąca w XIX wieku gminę jednostkową w Bezirk Chodorów, liczącą w 1854 roku 132 mieszkańców; od 1867 w powiecie bóbreckim. Następnie połączona z Oryszkowcami w jedną gminę. W II Rzeczypospolitej w powiecie bóbreckim województwa lwowskiego, od 1 sierpnia 1934 w zbiorowej gminie Strzeliska Nowe. Po wojnie w ZSRR.